# Forthlin Road Tapes
Die  Forthlin Road Tapes (auch bekannt als The Braun-Kirchherr Tapes) sind private Probeaufnahmen der Band The Beatles, die im April und Juni/Juli 1960 in Paul McCartneys Elternhaus in der Forthlin Road in Liverpool stattfanden. Es sind die bisher einzigen bekannten Aufnahmen mit ihrem damaligen Bassisten Stuart Sutcliffe.

## Entstehungsgeschichte

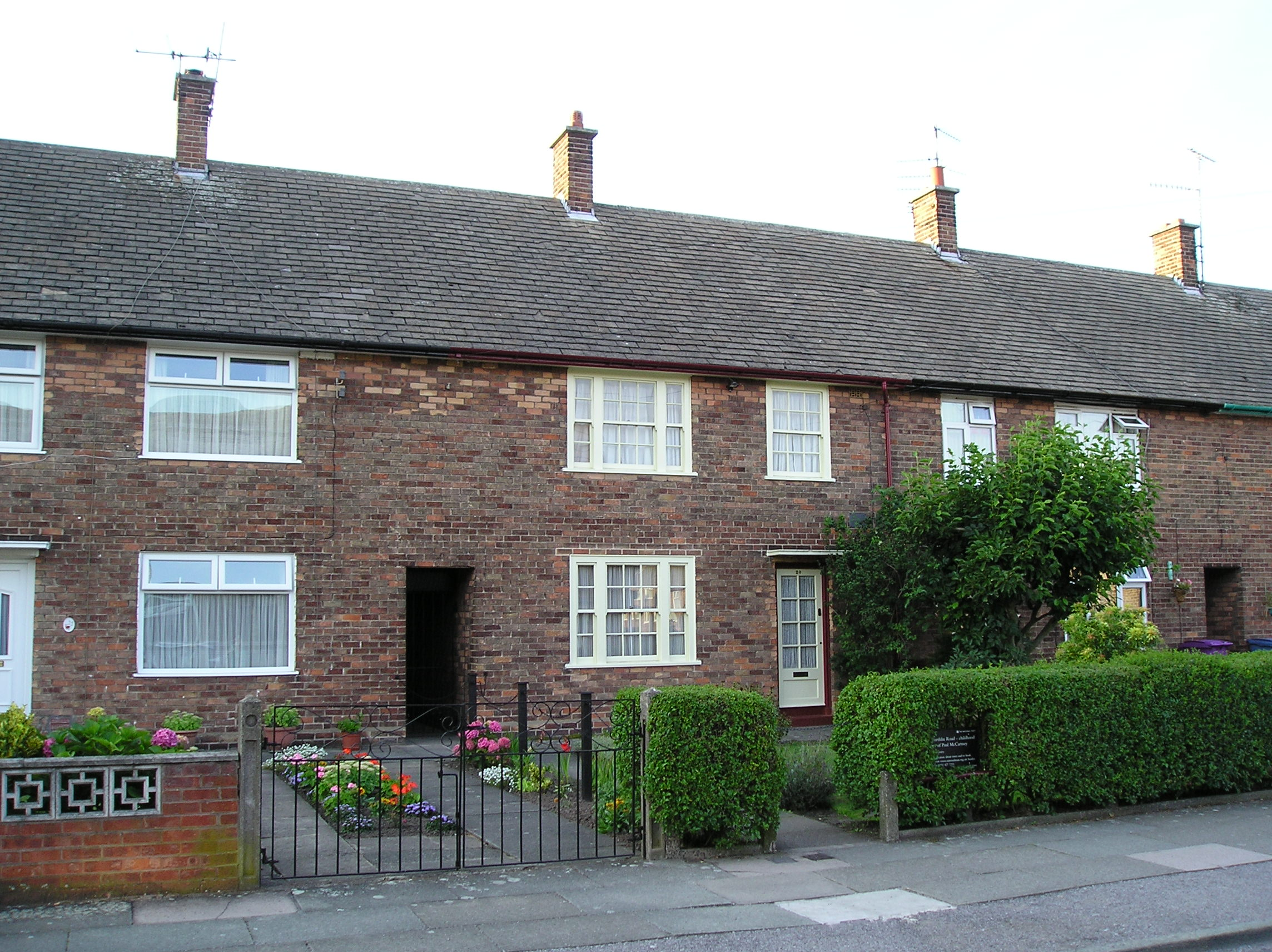
20 Forthlin Road, Blick auf das Reihenhaus

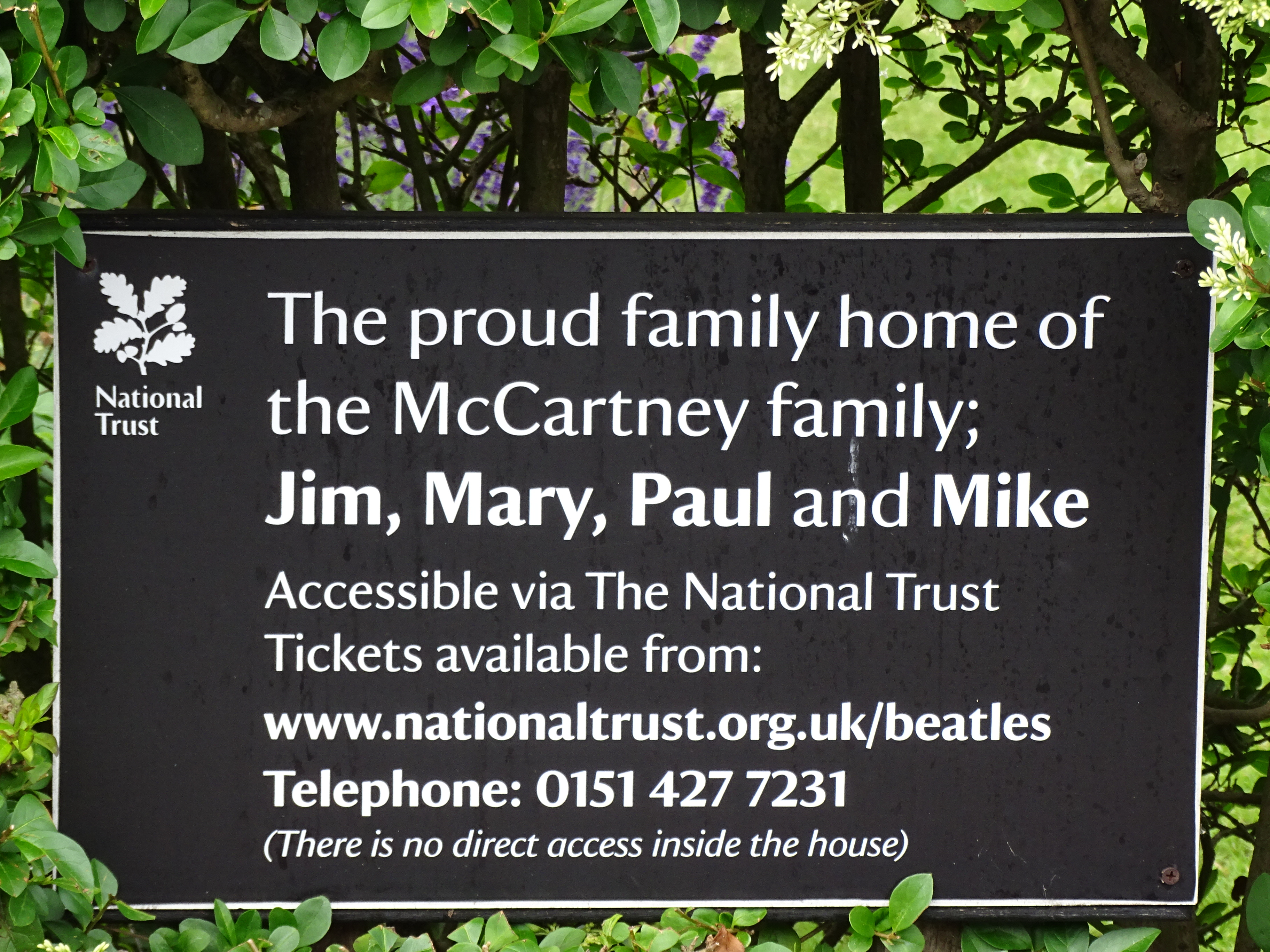
Plakette am Reihenhaus

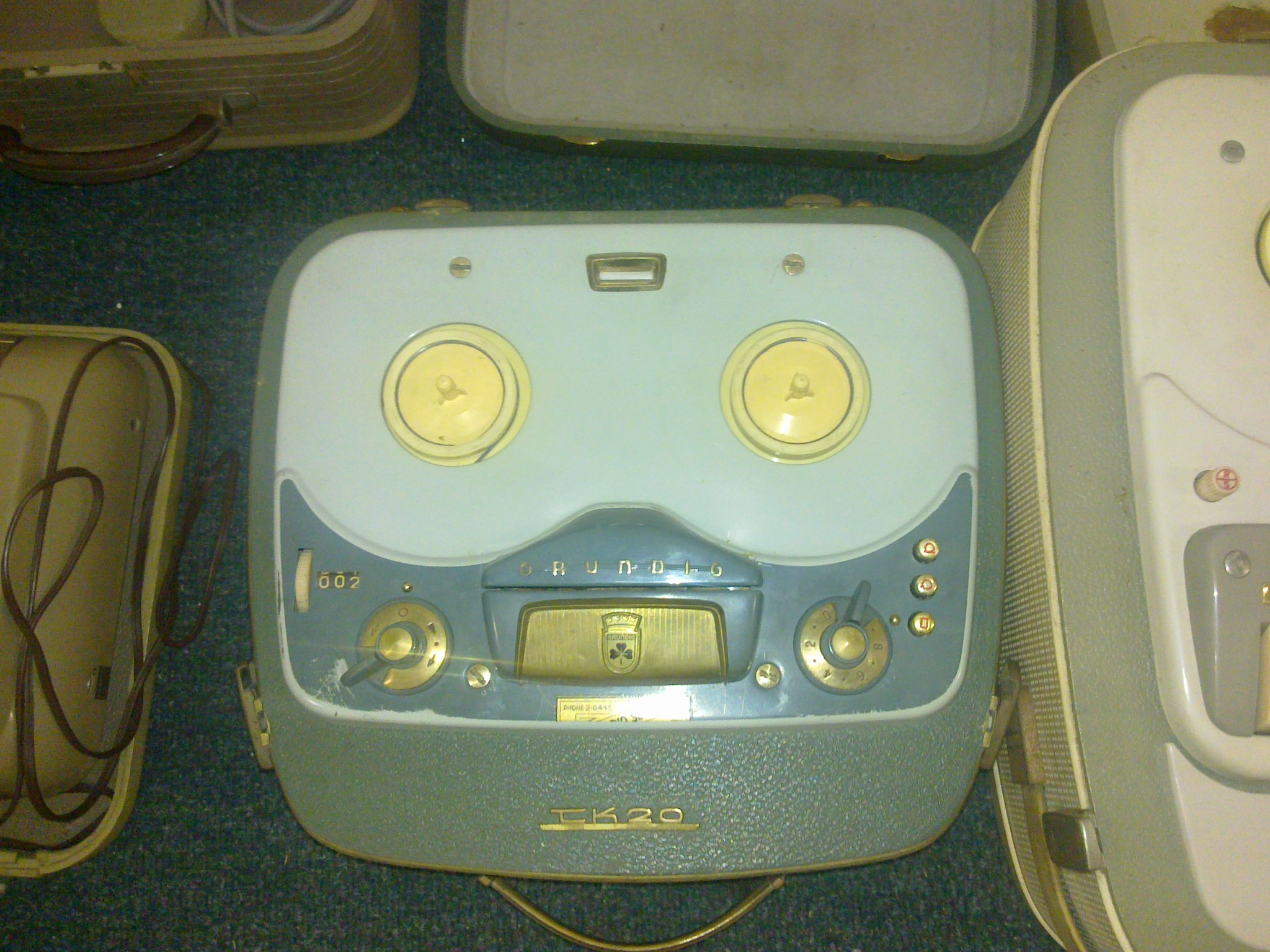
Grundig-Tonbandgerät TK 20, Baujahr 1958

Zu Beginn des Jahres 1960 trat Stuart Sutcliffe der Gruppe bei, ein fester Schlagzeuger wurde erst im August 1960 mit Pete Best gefunden. Im April 1960 nannte sich die Gruppe Silver Beetles, im Juli 1960 benannte sie sich in The Silver Beatles um. Ab August 1960 verzichtete die Gruppe auf den Zusatz Silver im Namen und nannte sich fortan The Beatles.
Im April 1960 nahmen die Beatles in der Besetzung John Lennon, Paul McCartney, George Harrison und Stuart Sutcliffe im Haus der Familie McCartney in der Liverpooler 20 Forthlin Road auf einem Grundig-Tonbandgerät TK 20 mehrere Musiktitel auf. Das Tonbandgerät wurde von einem Nachbarn der McCartneys, Charles Hodgson, geliehen. In einigen Quellen wird erwähnt, dass Paul McCartneys Bruder, Michael McCartney, teilweise Perkussion beisteuerte, indem er auf einen Gitarrenkasten klopfte. Laut Paul McCartneys Erinnerung erfolgten die Aufnahmen im April 1960 im Badezimmer der Familie McCartney.
Paul McCartney sagte 1994 in einem Interview mit Mark Lewisohn dazu: „Manchmal habe ich mir ein Tonbandgerät geliehen, einen Grundig mit einem kleinen grünen Auge, und wir sind irgendwie zu meinem Haus gegangen und haben versucht, Dinge aufzunehmen […] Aber das waren sehr viele Heimdemos. Sehr schlechte Qualität.“
Weitere Aufnahmen erfolgten im Juni oder Juli 1960 wiederum in McCartneys Elternhaus. Von den Aufnahmebändern wurden mehrere Kopien angefertigt. So erhielten ein Freund der Beatles aus Hamburg – Hans-Walther Braun –, Astrid Kirchherr und Charles Hodgson Tonbänder. Es ist nicht geklärt, welche Lieder sich auf Charles Hodgsons Tonband befanden. Laut Vermutungen beinhaltete das Hodgson-Tonband drei Lieder von Kirchherrs sowie elf Lieder von Brauns Tonband. Darüber hinaus soll es auf Hodgsons Tonband noch Aufnahmen der Lieder Ask Me Why, When I’m Sixty-Four und Winston’s Walk geben, diese wurden aber weder legal noch auf Bootleg veröffentlicht. Somit bleibt es spekulativ, ob die Aufnahmen existieren.
| Astrid-Kirchherr-Tape (Aufnahmen April 1960): 1. Instrumental #3 2. Instrumental #4 3. Instrumental #5 4. Cayenne 5. Instrumental #6 6. Instrumental #7 7. Well, Darling 8. I Don’t Know 9. Instrumental #8 | Hans-Walther-Braun-Tape (Aufnahmen Juni/Juli 1960): 1. Hallelujah, I Love Her So (Version 1) 2. Hallelujah, I Love Her So (Version 2) 3. One After 909 (Version 1) 4. Movin’ ’N’ Groovin’ 5. Ramrod 6. Instrumental #1 7. You’ll Be Mine 8. Matchbox 9. I’ll Always Be In Love With You 10. The World Is Waiting For the Sunrise 11. That’s When Your Heartaches Begin 12. Instrumental #2 13. Wild Cat (Version 1) 14. One After 909 (Version 2) 15. Some Days 16. You Must Write Every Day 17. I’ll Follow the Sun 18. Hello Little Girl 19. Wild Cat (Version 2) |

Am 6. Januar 1967 wurde ein Teil von I’ll Follow the Sun im deutschen Fernsehen in der Sendung The Beatles Damals in Hamburg gespielt. Die Quelle stammte von Hans-Walther Brauns Tonband. Nachdem das Lied im Fernsehen gesendet worden war, wurden laut Braun ihm 10.000 Mark (kaufkraftbereinigt in heutiger Währung: rund 23.000 Euro) angeboten. Mitte der 1970er Jahre wurden Astrid Kirchherr 50.000 Mark (kaufkraftbereinigt in heutiger Währung: rund 80.000 Euro) von einer Tonträgergesellschaft angeboten, sie lehnte dieses Angebot ab. 1994 übergab Astrid Kirchherr ihr Tonband an George Harrison.
Ende der 1970er Jahre, wahrscheinlich 1977, gaben Kirchherr und Braun ihre Tonbänder an Frank Dostal, ein ehemaliges Mitglied der Rattles und Bekannten der Beatles. Dostal überarbeitete technisch beide Tonbänder in den Teldec-Studios in Hamburg und fertigte drei Kopien der gesamten Aufnahmen an, die er Braun und Kirchherr übergab; eine Kopie behielt er für sich. Die EMI bot 1977 Frank Dostal 200.000 Mark (kaufkraftbereinigt in heutiger Währung: rund 296.000 Euro) für sein Tonband, auch er lehnte das Angebot ab.
Einem breiteren Publikum wurde die Existenz der Tonbänder bekannt, als Philip Norman diese 1981 in seinem Buch Shout! The Beatles in Their Generation erwähnte. Norman schrieb in seinem Buch: „Die Beats heben sich, ihre Stimmen verschmelzen und für einen Moment sind sie als das zu erkennen, was sie geworden sind.“
Ende der 1980er Jahre erschienen die Aufnahmen erstmals auf Bootlegs und waren nun auch käuflich zu erwerben. In Deutschland erschien 1987 das Bootleg-Vinyl-Album The Quarrymen at Home, es folgte das Doppel-Vinyl-Album Liverpool May 1960. Da die Bootlegs die gesamten Aufnahmen von Astrid Kirchherr und Hans-Walther Braun enthalten, ist davon auszugehen, dass die Quelle von einem der drei angefertigten Tonbänder stammt. Durch die Bootleg-Veröffentlichung war es nun hörbar, dass die Tonqualität minderwertig ist und die einzelnen Lieder teilweise improvisiert eingespielt wurden. Dadurch, dass die Beatles die Aufnahmen in Mono aufnahmen, „verschwammen“ die einzelnen Instrumente ineinander. Hinzu kam, dass einige Lieder übersteuert aufgenommen wurden und dass ein Hintergrundrauschen zu hören ist. Die Lieder der Bootlegs wurden unter anderem mit Hall unterlegt, die Geschwindigkeit ist zu hoch, und die Instrumentalversionen wurden teilweise künstlich verlängert. Erst ab 2007 wurden Bootlegs mit unbearbeitetem Material veröffentlicht.
Charles Hodgsons Enkel, Peter Hodgson, fand im Nachlass seines Großvaters die Beatles-Tonbänder und verkaufte diese im März 1995 an Paul McCartney. Diese Aufnahmebänder sollen die Basis für die Veröffentlichung auf dem Kompilationsalbum Anthology 1 sein.

## Veröffentlichung
Folgende Titel wurden im November 1995 offiziell auf dem Album Anthology 1 veröffentlicht:

### Hallelujah, I Love Her So
Hallelujah, I Love Her So ist eine Komposition von Ray Charles aus dem Jahr 1956, die im selben Jahr als Single-A-Seite veröffentlicht wurde. Das Lied gehörte zwischen 1960 und 1962 zum Liverepertoire der Beatles. Im April 1977 wurde das Livealbum Live! at the Star-Club in Hamburg, Germany; 1962 veröffentlicht, auf dem sich eine von Horst Fascher gesungene Version befindet.
Die Bootleg-Version des Liedes hat eine Länge von 2 min 26 s, die Anthology-Version wurde auf 1 min 13 s gekürzt.

### You’ll Be Mine
You’ll Be Mine ist ein kurzes Lied von Lennon/McCartney aus den frühen Jahren der Beatles. Es ist eine humorvolle Parodie auf die Vokaljazzgruppe The Ink Spots. Paul McCartney singt in einem tiefen Bariton, versetzt mit schrillem Falsett-Hintergrundgesang von John Lennon. Durch die schlechte Tonqualität ist der Text nicht vollständig zu verstehen.
McCartney singt in dem Lied darüber, dass er eine Frau kennenlernen möchte. Etwa zur Hälfte des Liedes stimmt Lennon einen Bass-Sprechgesang an und erzählt, wie er die Frau kennengelernt hat und was er noch mit ihr vorhat. Das Lied erhebt anschließend zu einem Crescendo aus Lachen und anderen Geräuschen, die aber auf der Anthology-Version nicht zu hören sind, da das Ende gekürzt wurde.
Die Bootleg-Version des Liedes hat eine Länge von 1 min 45 s, die Anthology-Version wurde auf 1 min 38 s editiert.

### Cayenne
Cayenne ist ein Instrumentallied, das Paul McCartney allein komponierte. Laut Quellen wurde das Lied von der Musikgruppe The Shadows inspiriert. Apache war der erste Hit der Shadows. Da die Single aber erst am 21. Juli 1960 veröffentlicht wurde, ist es unwahrscheinlich, dass sie musikalischen Einfluss hatten. In dem Begleitheft zum Kompilationsalbum Anthology 1 wird der Zeitpunkt der Komposition Ende der 1950er Jahre terminiert.
Die Bootleg-Version des Liedes hat eine Länge von 2 min 20 s, die Anthology-Version wurde auf 1 min 14 s gekürzt.

### Gesamte Titelliste der aufgenommenen Lieder
Die folgende Titelliste ist beliebig und spiegelt nicht die exakte Chronologie der Aufnahmen wider.
| Nr. | Lied                                          | Autor                                       | Leadgesang       | Anmerkung | Aufnahmedatum  | Länge |
| --- | --------------------------------------------- | ------------------------------------------- | ---------------- | --- | -------------- | ----- |
| 01  | Instrumental 1                                | Lennon/McCartney                            | Instrumentallied | | April 1960     | 5:16  |
| 02  | Instrumental 2                                | Lennon/McCartney                            | Instrumentallied | | April 1960     | 6:22  |
| 03  | Instrumental 3                                | Lennon/McCartney                            | Instrumentallied | | April 1960     | 2:52  |
| 04  | Cayenne                                       | McCartney                                   | Instrumentallied | siehe Einzelerläuterung – Veröffentlichung auf Anthology 1 | April 1960     | 2:20  |
| 05  | Come on People / An important Number          | Lennon/McCartney                            | Instrumentallied | | April 1960     | 7:25  |
| 06  | I Don’t Need no Cigarette Boy (Improvisation) | Lennon/McCartney                            | Instrumentallied | | April 1960     | 5:33  |
| 07  | Well, Darling                                 | Lennon/McCartney                            | Lennon/McCartney | Eine frühe Lennon/McCartney-Komposition, die in Folgejahren nicht verwendet wurde. | April 1960     | 4:49  |
| 08  | I Don’t Know                                  | Lennon/McCartney                            | Lennon/McCartney | Eine frühe Lennon/McCartney-Komposition, die in Folgejahren nicht verwendet wurde. | April 1960     | 5:34  |
| 09  | Hallelujah, I Love Her So (Version 1)         | Ray Charles                                 | Lennon/McCartney | siehe Einzelerläuterung | Juni/Juli 1960 | 0:19  |
| 10  | Hallelujah, I Love Her So (Version 2)         | Ray Charles                                 | McCartney        | siehe Einzelerläuterung – Veröffentlichung auf Anthology 1 | Juni/Juli 1960 | 2:26  |
| 11  | One After 909 (Version 1)                     | Lennon/McCartney                            | Lennon/McCartney | Das Lied wurde am 5. März 1963 und im Januar 1969 von den Beatles eingespielt. Die erste Veröffentlichung erfolgte im Mai 1969 auf dem Album Let It Be.                                                                       | Juni/Juli 1960 | 2:22  |
| 12  | One After 909 (Version 2)                     | Lennon/McCartney                            | Lennon/McCartney | siehe Version 1 | Juni/Juli 1960 | 1:30  |
| 13  | Movin’ and Groovin’                           | Duane Eddy / Lee Hazlewood                  | Instrumentallied | Movin’ and Groovin’ wurde 1958 von Duane Eddy als Single-A-Seite veröffentlicht. | Juni/Juli 1960 | 1:46  |
| 14  | Ramrod                                        | Al Casey                                    | Instrumentallied | Ramrod wurde im August 1958 von Duane Eddy als Single-A-Seite veröffentlicht. | Juni/Juli 1960 | 2:07  |
| 15  | Instrumental 4                                | Lennon/McCartney                            | Instrumentallied | | Juni/Juli 1960 | 7:07  |
| 16  | Instrumental 5                                | Lennon/McCartney                            | Instrumentallied | | Juni/Juli 1960 | 9:10  |
| 17  | You’ll Be Mine                                | Lennon/McCartney                            | Lennon/McCartney | siehe Einzelerläuterung – Veröffentlichung auf Anthology 1 | Juni/Juli 1960 | 1:45  |
| 18  | Matchbox                                      | Carl Perkins                                | Harrison         | Matchbox wurde am 1. Juni 1964 von den Beatles aufgenommen und erschien auf der EP Long Tall Sally. | Juni/Juli 1960 | 1:05  |
| 19  | I’ll Always Be in Love with You               | Ruby/Green/Sam H. Stept                     | Lennon           | I’ll Always Be in Love with You wurde 1953 von Kay Starr als Single-B-Seite veröffentlicht. | Juni/Juli 1960 | 2:24  |
| 20  | The World Is Waiting for the Sunrise          | Gene Lockhart / Ernest Seitz                | Harrison (?)     | The World Is Waiting for the Sunrise wurde 1950 von Duke Ellington als Single-A-Seite veröffentlicht. | Juni/Juli 1960 | 2:32  |
| 21  | That’s When Your Heartaches Begin             | Fred Fisher / William Raskin / William Hill | McCartney        | That’s When Your Heartaches Begin wurde 1957 von Elvis Presley als Single-B-Seite veröffentlicht. Ursprünglich wurde es 1937 komponiert und von Shep Fields Rippling Rhythm aufgenommen, anschließend 1941 von den Ink Spots. | Juni/Juli 1960 | 1:17  |
| 22  | Wild Cat (Version 1)                          | Aaron Schroeder / Wally Gold                | McCartney        | Wild Cat wurde 1959 von Gene Vincent als Single-A-Seite veröffentlicht. | Juni/Juli 1960 | 1:20  |
| 23  | Wild Cat (Version 2)                          | Aaron Schroeder / Wally Gold                | McCartney        | siehe oben | Juni/Juli 1960 | 2:22  |
| 24  | Some Days                                     | McCartney                                   | Lennon/McCartney | Eine frühe Lennon/McCartney-Komposition, die in Folgejahren nicht verwendet wurde. | Juni/Juli 1960 | 1:33  |
| 25  | You Must Write Every Day                      | McCartney                                   | McCartney        | Eine frühe Lennon/McCartney-Komposition, die in Folgejahren nicht verwendet wurde. | Juni/Juli 1960 | 2:23  |
| 26  | I’ll Follow the Sun                           | Lennon/McCartney                            | McCartney        | Das Lied wurde am 18. Oktober 1964 von den Beatles eingespielt. Die Erstveröffentlichung erfolgte im November 1964 auf dem Album Beatles for Sale.                                                                            | Juni/Juli 1960 | 1:39  |
| 27  | Hello Little Girl                             | Lennon/McCartney                            | Lennon/McCartney | Die Beatles nahmen am 1. Januar 1962 während der Decca Audition Hello Little Girl auf. Die Erstveröffentlichung erfolgte erst am 21. November 1995 auf dem Album Anthology 1.                                                 | Juni/Juli 1960 | 1:47  |